# Сен-Жюэри (Тарн)
Сен-Жюэри́ (фр. Saint-Juéry, окс. Sant Juèri) — коммуна во Франции, находится в регионе Юг — Пиренеи. Департамент — Тарн. Административный центр кантона Сен-Жюэри. Округ коммуны — Альби.
Код INSEE коммуны — 81257.

## География
Коммуна расположена приблизительно в 550 км к югу от Парижа, в 75 км северо-восточнее Тулузы, в 6 км к северо-востоку от Альби.
На севере коммуны протекает река Тарн.

## Климат
Климат умеренно-океанический. Зима мягкая и дождливая, лето жаркое с частыми грозами. Ветры довольно редки.

## Население
Население коммуны на 2010 год составляло 6797 человек.
| 1962 | 1968 | 1975 | 1982 | 1990 | 1999 | 2010 |
| ---- | ---- | ---- | ---- | ---- | ---- | ---- |
| 3913 | 5017 | 5943 | 6738 | 6730 | 6630 | 6797 |

## Администрация
| Период | Период | Фамилия       | Партия                   | Примечания               |
| ------ | ------ | ------------- | ------------------------ | ------------------------ |
| 1945   | 1978   | Эмиль Альбе   |                          | член генерального совета |
| 1978   | 2001   | Жан Полиссе   | Социалистическая партия  | член генерального совета |
| 2001   | 2014   | Жак Лассер    | Социалистическая партия  |                          |
| 2014   | 2020   | Жан-Поль Рено | член генерального совета |                          |

## Экономика
В 2007 году среди 4439 человек в трудоспособном возрасте (15—64 лет) 3183 были экономически активными, 1256 — неактивными (показатель активности — 71,7 %, в 1999 году было 70,2 %). Из 3183 активных работали 2836 человек (1441 мужчина и 1395 женщин), безработных было 347 (142 мужчины и 205 женщин). Среди 1256 неактивных 344 человека были учениками или студентами, 473 — пенсионерами, 439 были неактивными по другим причинам.

## Достопримечательности
- Башня Авала (XVI век). Исторический памятник с 1954 года.[4]
- Гидроэлектростанция № 1 на реке Тарн (1897 год). Исторический памятник с 1996 года.[5]
- Музей промышленности Со-дю-Тарн, бывший металлургический завод.[6]

## Фотогалерея

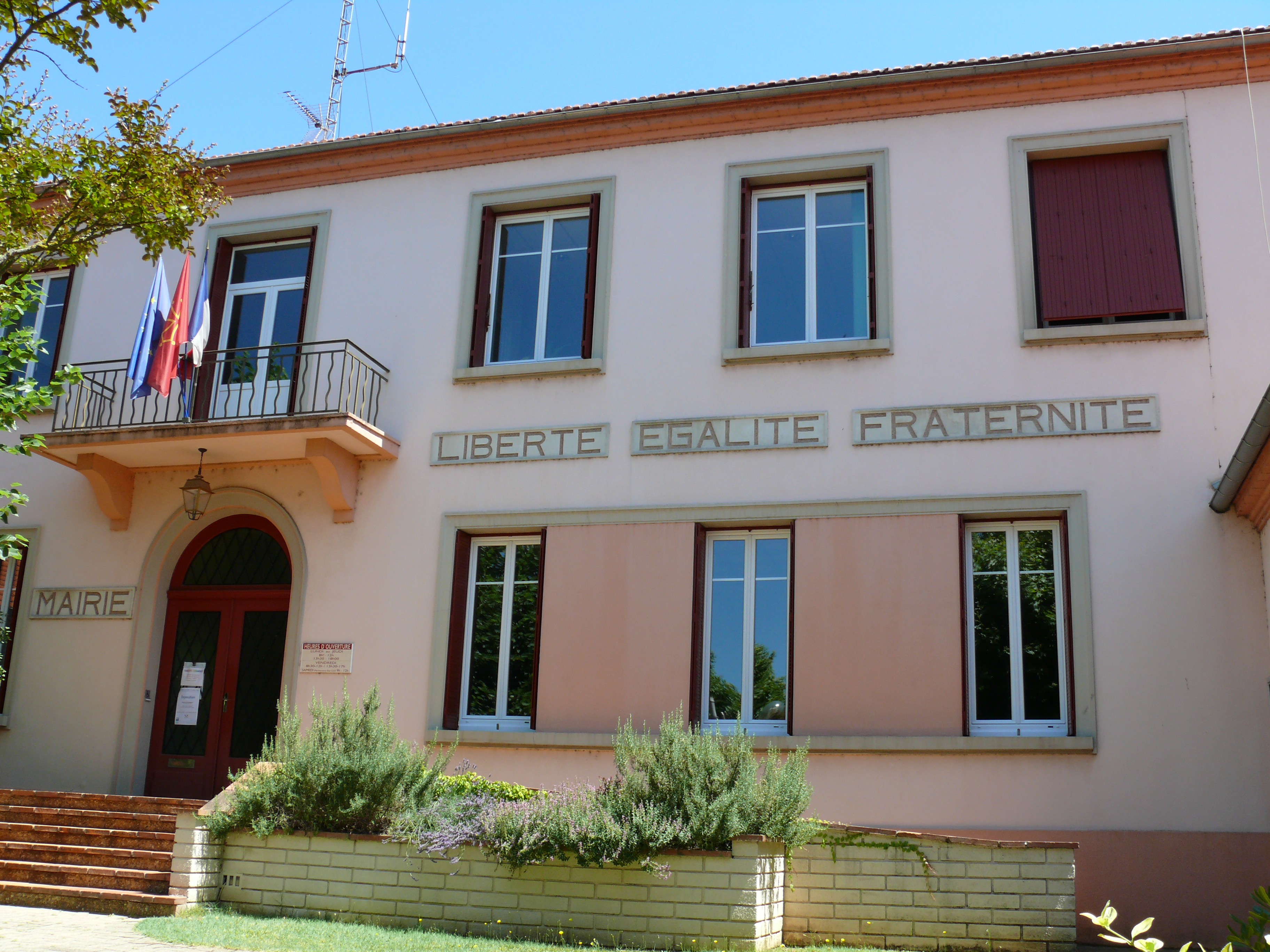
Мэрия
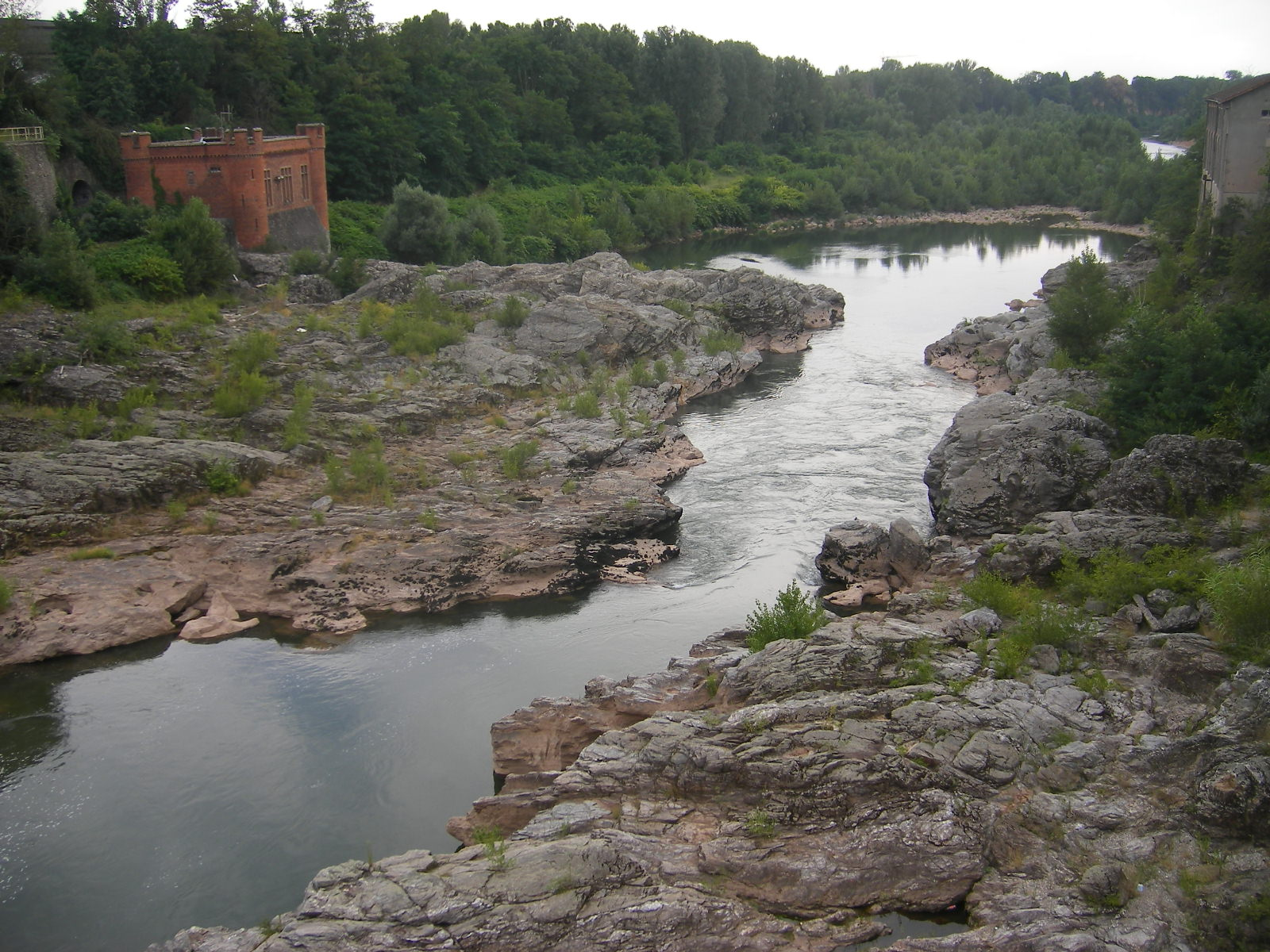
Река Тарн
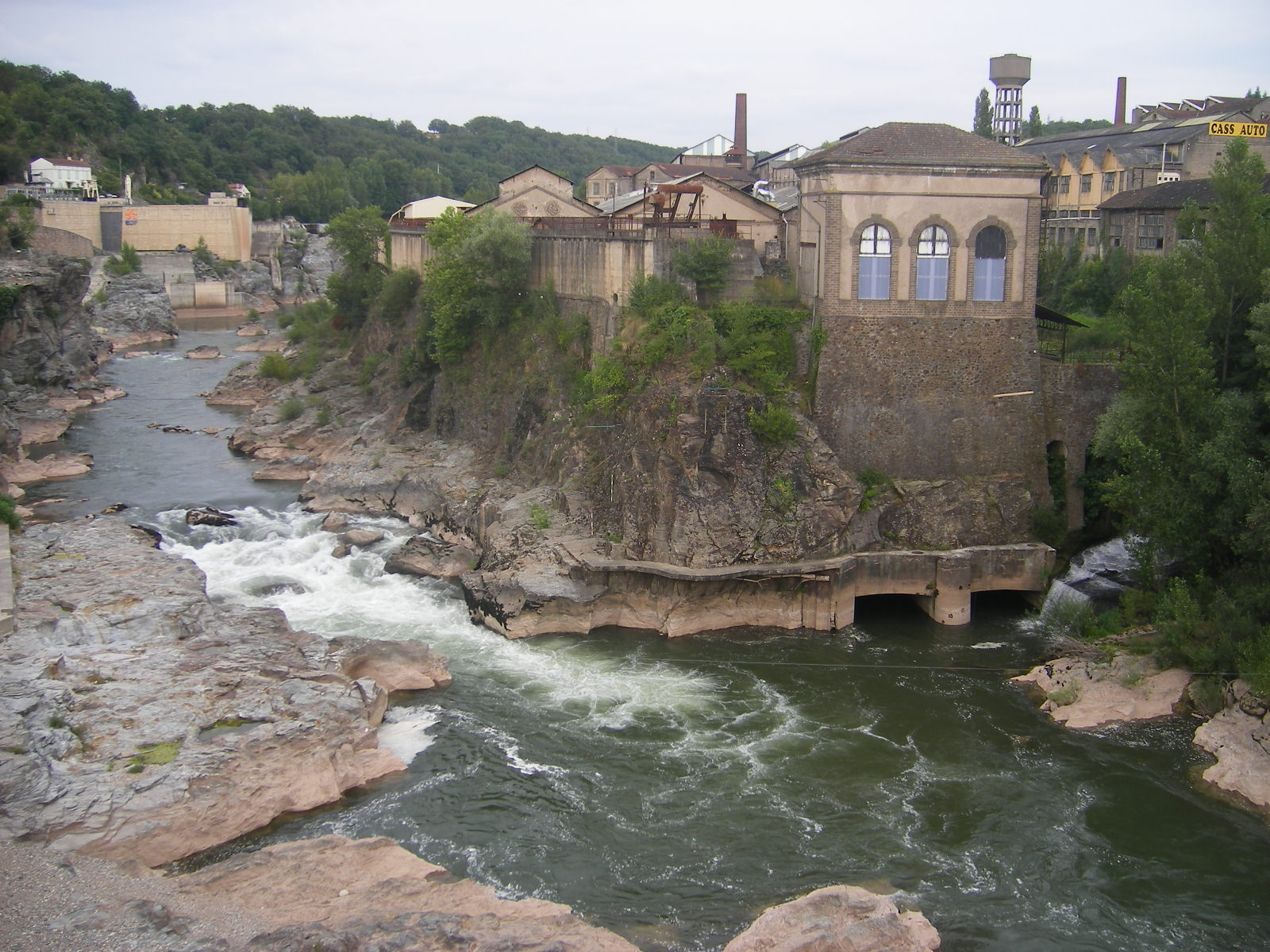
Музей промышленности Со-дю-Тарн, бывший металлургический завод
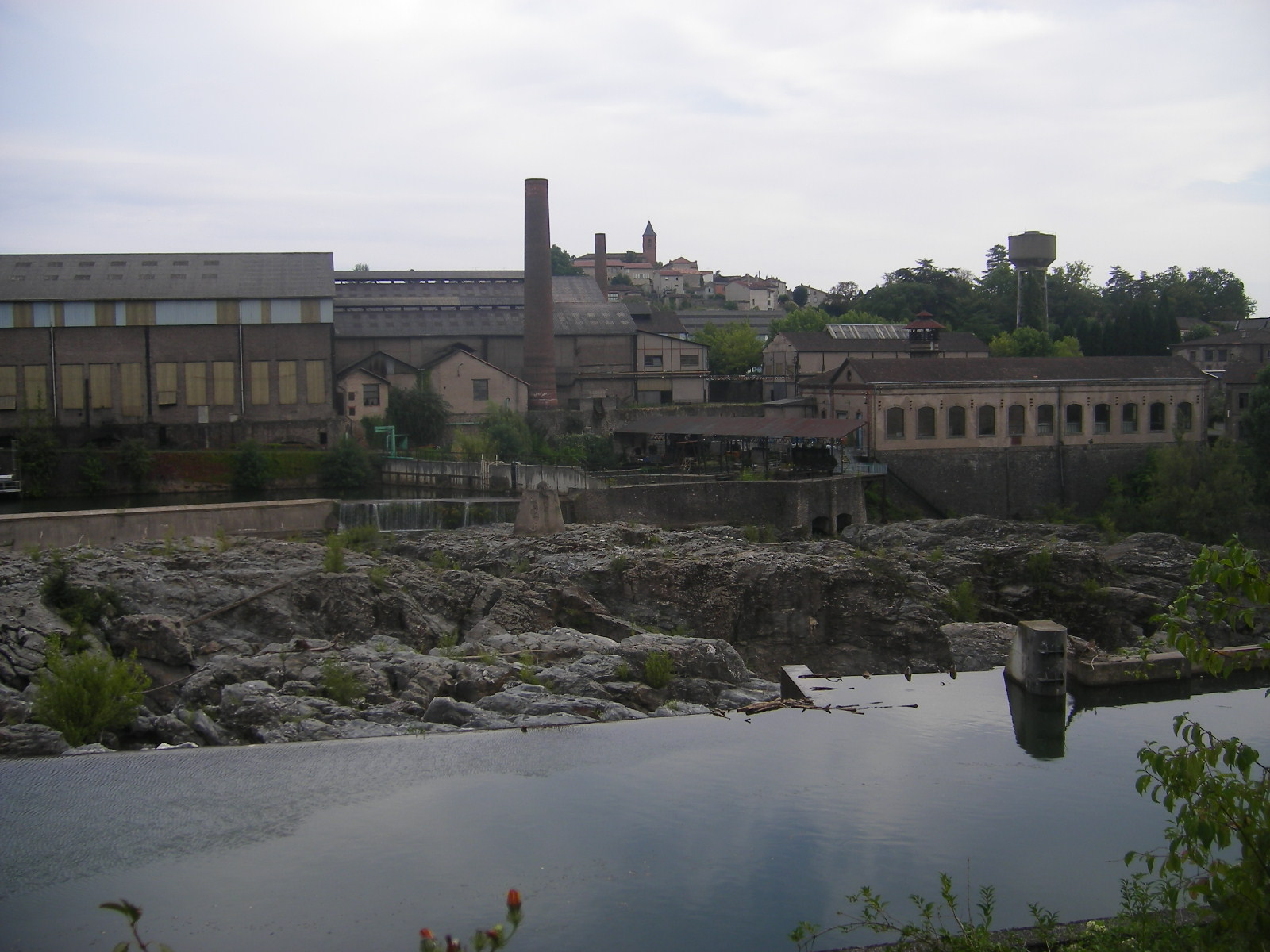
Музей промышленности Со-дю-Тарн, бывший металлургический завод
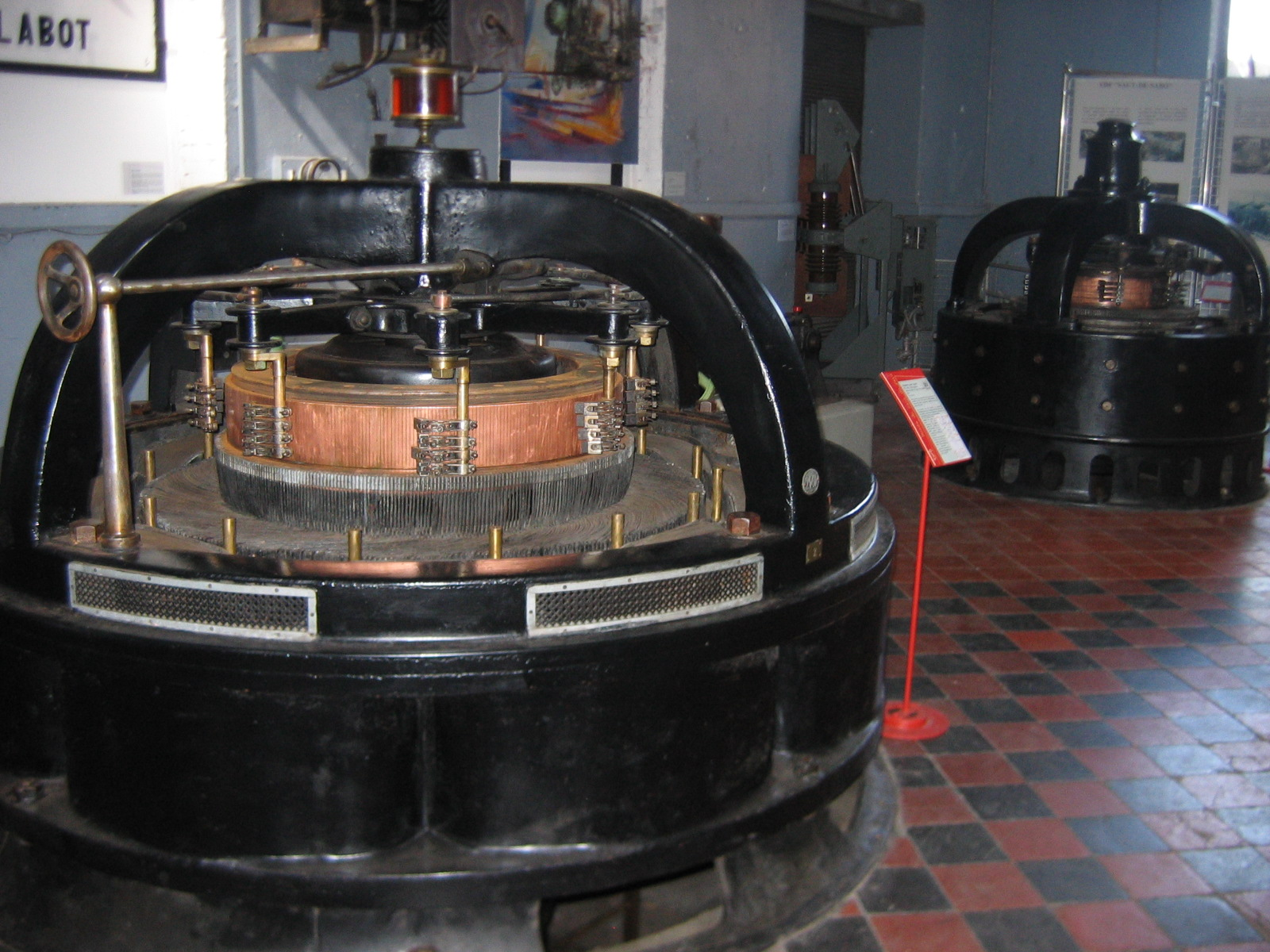
Музей промышленности Со-дю-Тарн, бывший металлургический завод
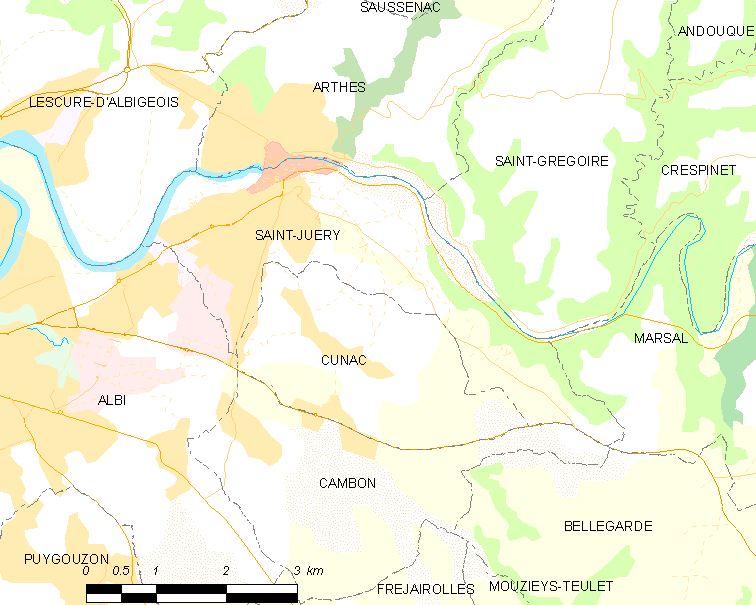
Карта коммуны